# ویروس دوری
ویروس دوری (به انگلیسی: Dhori virus) گونه‌ای از ویروس کنه (به انگلیسی: Thogotovirus) می‌باشد که خود سردهای از خانواده ویروس‌های ارتومیکسوویریده است. ویروس دوری همانند دیگر ویروس‌های کنه می‌تواند در یاخته‌های هردوی مهره‌داران و کنه‌ها رشد و نمو یابد، البته نشانه‌هایی از حضور این ویروس در پشه‌ها نیز دیده شده است.
در نتایج به دست آمده از آزمایش‌ها ویروس دوری در موش‌ها کشنده می‌باشد و نشانه‌هایی همانند آنفلوآنزای نوع آ (به انگلیسی: influenza A-H5N1) در انسان‌ها ایجاد می‌نماید.
بر اساس نتایج به دست آمده مربوط به سرم شناسی، ویروس باتکن از همهٔ جهات بسیار مشابه با ویروس دوری می‌باشد.